# Teudis dichotomus
Teudis dichotomus là một loài nhện trong họ Anyphaenidae.
Loài này thuộc chi Teudis. Teudis dichotomus được Cândido Firmino de Mello-Leitão miêu tả năm 1929.